# ملعب ثامر
ملعب ثامر، هو الملعب الخاص بنادي السالمية ، سمي بهذا الاسم نسبة إلى ثامر علي الصباح.

## تفاصيل المشروع
تم توقيع عقد مشروع الملعب في 5 نوفمبر 2002 من قبل الشيخ فهد الجابر الصباح رئيس الهيئة العامة للشباب والرياضة آن ذاك، وقد بلغت قيمة العقد مليون و80 ألف دينار كويتي ، وفي 28 ديسمبر 2004 تم تسليم الملعب رسميا لنادي السالمية وقد حضر حفل تسليم الملعب كل من فهد الجابر الصباح وخالد اليوسف الصباح رئيس نادي السالمية آن ذاك وخالد الصانع رئيس نادي كاظمة السابق وأعضاء الشركة المنفذة وهي شركة عبد الرحمن البشر.
وقد بلغت التكلفة النهائية للملعب مليون و300 ألف دينار كويتي وتبلغ المساحة الإجمالية للمشروع 5665 متر مربع وتم تنفيذه في 24 شهر.
وتتسع المدرجات للملعب 14 ألف متفرج، وتقسم المدرجات إلى ثلاثة أقسام الدرجة الأولى والدرجة الثانية والدرجة الثالثة، وتتسع مدرجات الدرجة الأولى إلى 1264 متفرج وتتسع مدرجات الدرجة الثانية إلى 2175 متفرج وتتسع مدرجات الدرجة الثالثة إلى 4566 متفرج، ويحتوي الملعب على صالة لإستقبال كبار الضيوف وغرف لتبديل الملابس ومقصورة خاصة بالصحافة والإذاعة والتلفزيون.
وفي يوم 22 مايو 2006 تم طرح اسم منتخب مصر لكرة القدم لكي يلعب مع منتخب الكويت لكرة القدم في افتتاح الملعب ، وفي 12 مارس 2007 أعلن رئيس نادي السالمية الشيخ خالد اليوسف الصباح عن قبول منتخب البرتغال لكرة القدم دعوة اللعب في افتتاح الملعب ، واعتمدت المباراة من قبل الإتحاد الدولي لكرة القدم ، وتم طرح 10,000 تذكرة للمباراة في يوم 5 مايو 2007 ، وقد أشاد قائد نادي السالمية بشار عبد الله بدعوة منتخب البرتغال وقال عادل عبد النبي مساعد مدرب نادي السالمية آن ذاك بأن هذه المباراة فرصة للجمهور لمشاهدة المنتخبات العالمية ، وفي يوم 22 مايو 2007 قال الشيخ خالد اليوسف الصباح بأن الملعب جاهز بنسبة 95% لإستضافة المنتخب البرتغالي في المهرجان الذي سيقام تحت رعاية الشيخ محمد صباح السالم الصباح ، وقد افتتح وزير الشؤون الاجتماعية والعمل الشيخ صباح الخالد الصباح مهرجان افتتاح الملعب ، ولعب المباراة في يوم 5 يونيو 2007، وانتهت المباراة بالتعادل بهدف لكلا الفريقين، وقد سجل للبرتغال جواو توماس بينما سجل للسالمية فرج لهيب من ركلة حرة.

## كتب عنه
- اللقاء التاريخي: السالمية × البرتغال بمناسبة افتتاح استاد ثامر ، صادق بدر.[13]

## روابط خارجية
- معلومات الاستاد